# Pedro Caraballo
Pedro Alejandro Caraballo Ordaz (Cumana, Venezuela, 10 de abril de 1990) es un futbolista venezolano, que juega como portero y su actual equipo es el Atlético La Cruz de la Segunda División de Venezuela.

## Clubes
| Club                          | País      | Año       |
| ----------------------------- | --------- | --------- |
| Caracas FC                    | Venezuela | 2011-2012 |
| Portuguesa FC                 | Venezuela | 2012-2013 |
| Caracas FC                    | Venezuela | 2012-2013 |
| Llaneros de Guanare           | Venezuela | 2014-2015 |
| Monagas SC                    | Venezuela | 2015-2017 |
| Deportivo JBL del Zulia       | Venezuela | 2017      |
| Monagas SC                    | Venezuela | 2017-2018 |
| Club Atlético Furrial         | Venezuela | 2018-2019 |
| Carabobo Fútbol Club          | Venezuela | 2019-2020 |
| Libertador Fútbol Club        | Venezuela | 2021-2023 |
| Deportivo Miranda Fútbol Club | Venezuela | 2023      |
| Atlético La Cruz              | Venezuela | 2024-Act. |

## Trayectoria

### Monagas Sport Club
Torneo Apertura y Clausura 2016
Para el Torneo Apertura y el Clausura del 2016 continua jugando con el Monagas SC hasta la actualidad.
Torneo Apertura 2017
Caraballo se mantuvo como portero suplente en el Torneo Apertura 2017 y no gozo de apenas 1 minuto de juego, a pesar de que el Monagas Sport Club logró ser Campeón antes el Caracas FC, el 2 de julio de 2017. Por es Cedido por el Monagas SC por 6 meses al Deportivo JBL Zulia  con la finalidad de que pueda sumar minutos.

### Deportivo JBL Zulia
A mediados de julio de 2017, se anunció que Caraballo fue prestado por 6 meses al equipo Deportivo JBL del Zulia.

## Palmarés

### Campeonatos nacionales
| Título                      | Club          | País      | Año     |
| --------------------------- | ------------- | --------- | ------- |
| Torneo Clausura             | Caracas F. C. | Venezuela | 2010    |
| Primera División Venezolana | Caracas F. C. | Venezuela | 2009/10 |
| Copa Venezuela              | Caracas F. C. | Venezuela | 2013    |
| Torneo Apertura             | Monagas S. C. | Venezuela | 2017    |
| Primera División            | Monagas S. C. | Venezuela | 2017    |